# Determinant (llengua)
Un determinant és la categoria morfològica que acompanya a un nom o substantiu. Pertany a les categories variables, puix que admet flexió de gènere i nombre. És una categoria que agrupa elements que tenen diferent comportament sintàctic i diversa càrrega semàntica.
En la gramàtica generativa es considera com una classe funcional que, a més a més, actua com a nucli d'un sintagma determinant, amb el sintagma nominal actuant com a complement.

## Classificació
N'hi ha de diversos tipus:
- predeterminants: són aquells determinants que poden aparéixer davant d'un altre determinant. Ex.: tot, tota, tots, totes.

- actualitzadors: determinants que situen el nom en l'espai i el temps amb més o menys precisió, transformant-lo de desconegut a conegut o donant-li concreció.

- articles: indiquen si el sintagma nominal és quelcom conegut o desconegut.

- Article definit o determinat: el, la, els, les i l'. Als dialectes alguerés, lleidatà i tortosí, l'article masculí és lo i el seu plural los, encara que sovint (però no sempre) s'usen els articles el i els darrere de paraules acabades en vocal. Als parlars salats, s'usen els articles es, sa, es (a vegades pronunciat ets), ses i s', també, darrere de la preposició amb, l'article masculí pot ser so i el seu plural sos.
- Article indefinit o indeterminat: un, una, uns, unes.
- Article personal: en, la, el (o lo) i na .

- demostratius: indiquen la posició de l'objecte del discurs respecte a l'emissor o al receptor.

- Indiquen proximitat en referència a l'emisor: aquest/este (davant de vocal, est), aquesta/esta, aquests (o aquestos)/estos, aquestes/estes.
- Indiquen proximitat en referència al receptor: aqueix/eixe (davant de vocal, eix), aqueixa/eixa, aqueixos/eixos, aqueixes/eixes. Aquests són usats especialment als dialectes occidentals i al català antic, però hui en dia són substituïts pels demostratus que indiquen llunyania o proximitat en alguns dialectes. Tant l'ús com no d'aquests demostratius és normatiu.
- Indiquen llunyania: aquell, aquella, aquells, aquelles.

- possessius: marquen la pertinença. Poden ser tònics (el meu, les seves…) o àtons (mon, sa…)

- De primera persona: tònics d'un posseïdor (meu, meva/meua, meus, meves/meues) o molts posseïdors (nostre, nostra, nostres). Àtons d'un posseïdor (mon, ma, mos, mes) o molts posseïdors (nostre, nostra, nostres).
- De segona persona: tònics d'un posseïdor (teu, teva/teua, teus, teves/teues) o molts posseïdors (vostre, vostra, vostres). Àtons d'un posseïdor (ton, ta, tos, tes) o molts posseïdors (vostre, vostra, vostres).
- De tercera persona: tònics d'un o molts posseïdors (seu, seva/seua, seus, seves/seues). Àtons d'un posseïdor (son, sa, sos, ses) o molts posseïdors (llur, llurs).

- quantificadors: expressen nombre o quantitat en qualsevol forma (precisa o imprecisa).
numerals: indiquen una quantitat precisa. Es divideixen en cardinals (un, dos, tres, quatre…), ordinals (primer, segons, tercer, quart…), partitius (mig, terç, quart, quint/cinquè/cinqué, sext/sisè/sisé, sèptim/setè/seté, octau/vuitè/vuité/huitè/huité, novè/nové, dècim/desè/desé…), multiplicatius (doble, triple, quàdruple...) i col·lectius (parell, centenar, miler…)
extensius o indefinits: quantifiquen de forma inconcreta, sense precisar-lo (un, tota, certs, mateixes, algun, altres, qualsevol, cada, etc.)

- interrogatius i exclamatius: pregunten pel sintagma nominal, i en determinen la modalitat de l'oració (quin, qui, què, etc.)